# Jeff Belanger

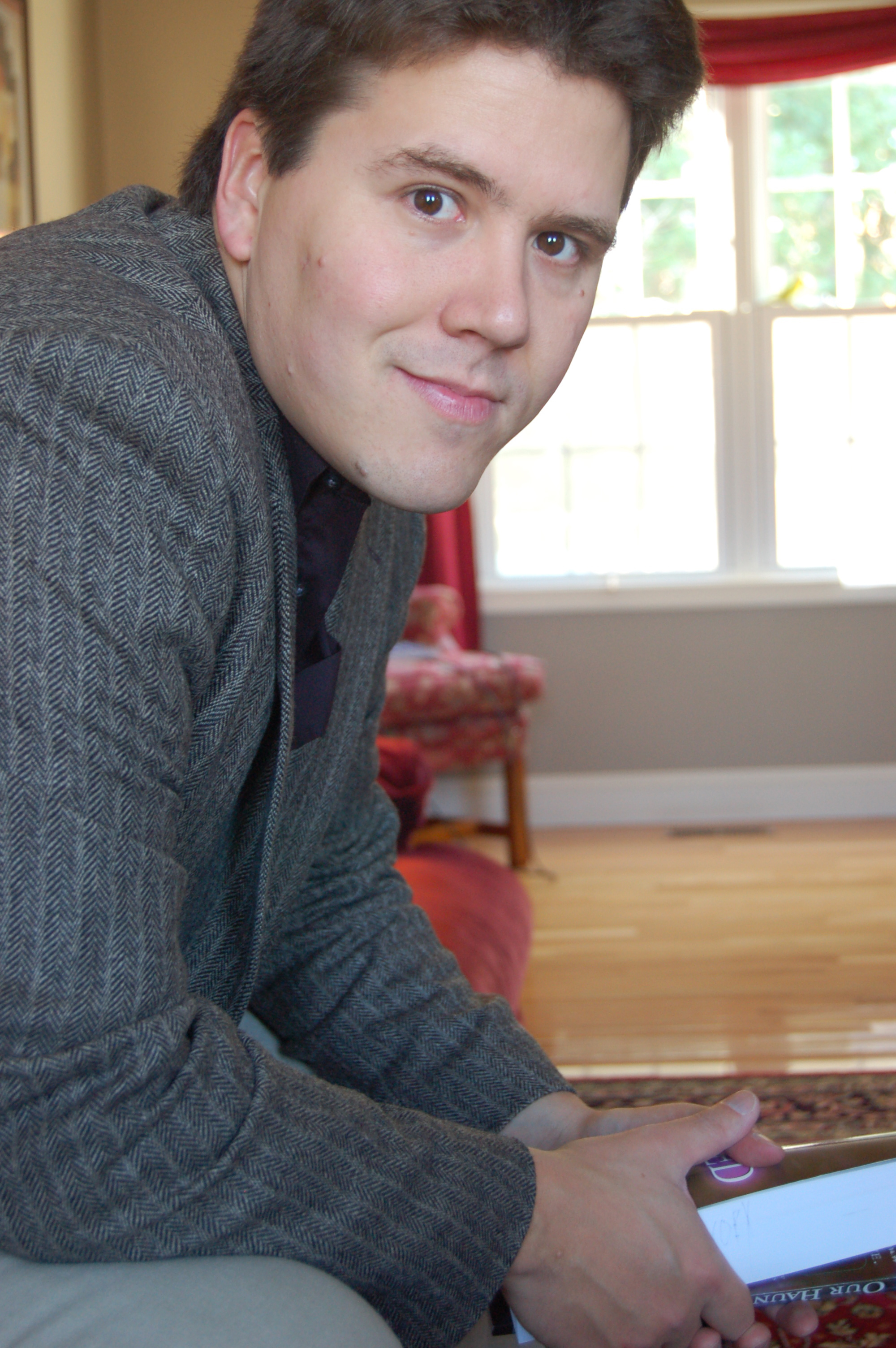
Jeff Belanger

Jeff Belanger (* 8. August 1974 in Southbridge, Massachusetts) ist ein amerikanischer Schriftsteller und Paranormal-Forscher.
Jeff Belanger studierte an der Hofstra University. Zuerst arbeitete er für private Marketing-Gesellschaften. 1999 gründete er die Webseite Ghostvillage.com.
Belanger ist verheiratet, hat eine Tochter und lebt in Massachusetts.

## Werke in Deutsch
- Die Geister-Akte: Die spektakulärsten Fälle übernatürlicher Phänomene und ihre Erklärung, 2008, ISBN 978-3-453-70097-0

## Werke in Englisch
- The Mysteries of The Bermuda Triangle, 2010
- World's Most Haunted Places (Haunted: Ghosts and the Paranormal), January 2009
- Who's Haunting the White House? The President's Mansion and the Ghosts Who Live There, September 2008
- Picture Yourself Ghost Hunting Juli 2008
- Weird Massachusetts: Your Travel Guide to the Massachusetts Local Legends and Best Kept Secrets, Mai 2008
- The Ghost Files: Paranormal Encounters, Discussion, and Research from the Vaults of Ghostvillage.com, September 2007
- Ghosts of War: Restless Spirits of Soldiers, Spies, and Saboteurs, September 2006
- Our Haunted Lives: True Life Ghost Encounters, Juli 2006
- The Nightmare Encyclopedia: Your Darkest Dreams Interpreted, November 2005
- Encyclopedia of Haunted Places: Ghostly Locales From Around the World, August 2005
- Communicating With the Dead: Reach Beyond the Grave, April 2005
- The World's Most Haunted Places: From the Secret Files of Ghostvillage.com, August 2004
- Foreword to Missouri Hauntings, Dezember, 2008